# Оук-Гроув (округ Додж, Вісконсин)
Оук-Гроув (англ. Oak Grove) — місто (англ. town) в США, в окрузі Додж штату Вісконсин. Населення — 1028 осіб (2020).

## Демографія
Згідно з переписом 2010 року, у місті мешкало 1080 осіб у 428 домогосподарствах у складі 319 родин. Було 461 помешкання
Расовий склад населення:
| - 97,5 % — білих - 0,6 % — азіатів - 0,1 % — чорних або афроамериканців |

До двох чи більше рас належало 0,9 %. Частка іспаномовних становила 3,7 % від усіх жителів.
За віковим діапазоном населення розподілялося таким чином: 23,2 % — особи молодші 18 років, 61,5 % — особи у віці 18—64 років, 15,3 % — особи у віці 65 років та старші. Медіана віку мешканця становила 43,9 року. На 100 осіб жіночої статі у місті припадало 104,5 чоловіків;  на 100 жінок у віці від 18 років та старших — 105,7 чоловіків також старших 18 років.
Середній дохід на одне домашнє господарство  становив 74 980 доларів США (медіана — 59 091), а середній дохід на одну сім'ю — 87 081 долар (медіана — 72 583). Медіана доходів становила 47 143 долари для чоловіків та 36 771 долар для жінок. За межею бідності перебувало 4,4 % осіб, у тому числі 6,8 % дітей у віці до 18 років та 2,3 % осіб у віці 65 років та старших.
Цивільне працевлаштоване населення становило 525 осіб. Основні галузі зайнятості: виробництво — 23,0 %, освіта, охорона здоров'я та соціальна допомога — 15,4 %, роздрібна торгівля — 13,1 %.